# مرکز همایش‌های بین‌المللی جمهوری اسلامی ایران

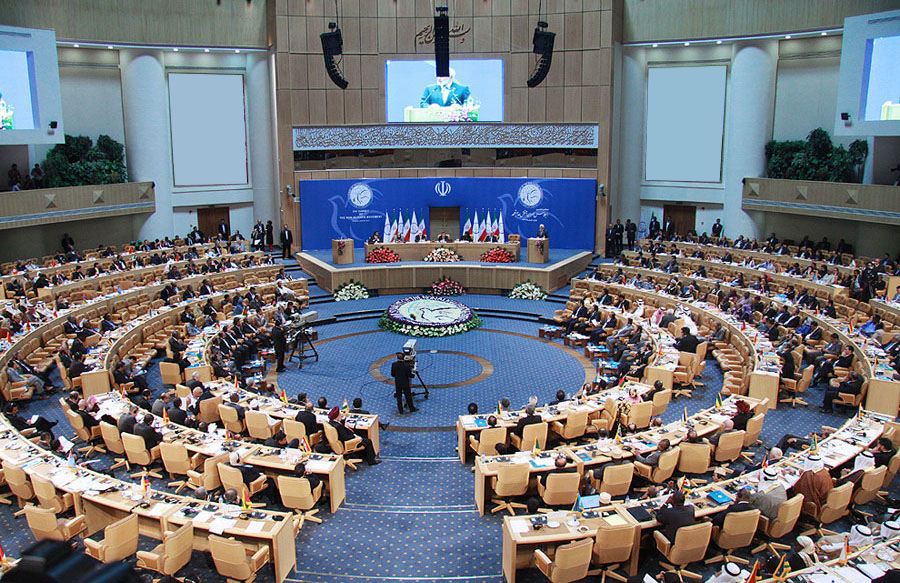
سالن اجلاس سران در زمان شانزدهمین نشست جنبش غیرمتعهدها

مرکز همایش‌های بین‌المللی جمهوری اسلامی ایران، که به «سالن اجلاس سران» نیز معروف است مرکز همایشی در شمال شهر تهران است.

## طراحی و ساخت
بنای مرکز همایش‌های بین‌المللی، به منظور محلی برای برپایی اجلاس سران کشورهای اسلامی با ریاست رئیس‌جمهور سید محمد خاتمی و با طراحی مهندسان مشاور شرکت پارسیکان به سرپرستی  مهندس شاهرخ والی  در سال ۱۳۷۶ و در کمتر از شش ماه ساخته شد.
این بنا در ضلع شمالی نمایشگاه بین‌المللی تهران، واقع در اتوبان چمران، با زیر بنایی حدود ۲۴٬۵۰۰ متر مربع، در محوطه‌ای با مساحت حدود ۱۰۰٬۰۰۰ مترمربع احداث گردید. گنبد بنا مخروطی و با اسکلت فلزی است و سقف آن پانل ساندویچی و ارتفاع آن از کف ۳۶ متر می‌باشد. افزون‌بر تالار اصلی و مجهز آن، قسمت‌های دیگر عبارتند از: دو تالار چند منظوره به مساحت ۳۰۰ متر مربع، نمازخانه و وضوخانه به مساحت ۱۰۰ متر مربع، دو سرسرای مجلل با مساحت ۲٬۳۰۰ متر مربع، دو تالار ویژۀ استراحت و انتظار رؤسای کشورها به مساحت ۴۰۰ متر مربع، چهار تالار کنفرانس به مساحت ۳۰۰ متر مربع با پرده‌های نمایش گسترده (ویدئووال‌)، صفحۀ بام که جزئی از فضای مجموعه است و از شمال به کوه‌های البرز مشرف است، فضاهای اداره به مساحت ۱٬۸۵۰ متر مربع که در چهار گوشۀ بام واقع شده‌اند.
طراحی داخلی آن شامل گچ‌بری، گچ‌کاری، رف، طاقچه‌های زیبا و ساده و الهام گرفته از معماری سنتی دیرینۀ ایران است که با صنایع دستی تزیین شده است‌.

## ویژگی‌ها
سالن همایش‌ها با تجهیزات صوتی و تأسیساتی خود در ردیف بهترین سالن‌های نشست‌های بین‌المللی است و شامل شبکۀ آب بهداشتی با دستگاه پکیچ افزایش فشار سیستم و لوله‌کشی پلی پروپیلن، شبکۀ مستقل آبیاری محوطه به شکل حلقه‌ای با دستگاه پکیچ افزایش فشار سیستم، سیستم اعلام حریق هوشمند از نوع اعلام محل حریق به صورت صوت، سیستم روشنایی هوشمند، سیستم جامع مخابراتی برای برقراری ارتباط و ارسال و دریافت ماهواره‌ای صوت و تصویر، سیستم کنفرانس و ترجمۀ هم‌زمان از نوع با سیم و مادون قرمز تا هشت زبان در تالار اصلی و شش زبان در تالار کنفرانس است.

## منبع
- کتاب اول، دوره ششم، ۱۳۸۷.